# Kiss Zoltán (labdarúgó, 1986)
Kiss Zoltán (Kisterenye, 1986. július 12.–) magyar labdarúgó, jelenleg a Siófok játékosa. Eredeti posztja szélső védő, de a középpályán is szokott játszani.
Az Újpest saját nevelésű játékosa, több alkalommal szerepelt kölcsönben. Legutóbbi csapata, a Nyíregyháza felbontotta a kölcsönszerződését, így már télen visszatért Újpestre. Szerződése 2010-ig szól.

## Sikerei, díjai
Újpest FC
- Magyar bajnokság
  - 2.: (3): 2003–04, 2005–06, 2008–09